# IC 1081
IC 1081 — галактика типу SB0-a (компактна витягнута галактика) у сузір'ї Терези.
Цей об'єкт міститься в оригінальній редакції індексного каталогу.